# Ampelosycios
- Commons
- Wikispecies

Ampelosycios é um género botânico pertencente à família Cucurbitaceae.

## Sinonímia
- Ampelosicyos Thouars

## Espécies
- Ampelosicyos humblotii
- Ampelosicyos major
- Ampelosicyos meridionalis
- Ampelosicyos scandens